# Rádio Televisão da Sérvia
A Rádio Televisão da Sérvia (RTS) é uma televisão da Sérvia que está filiada à EBU-UER. O evento mais mediático que organizou foi o Festival Eurovisão da Canção 2008.
A Rádio Televisão da Sérvia tem quatro unidades organizacionais - rádio, televisão, produção musical e gravadora (PGP-RTS). É financiada principalmente através de taxas de assinatura mensal e receita de publicidade.

## Canais
- RTS1
- RTS2
- RTS3
- RTS HD
- RTS SAT